# 森勢郁生
森勢 郁生（もりせい いくお、1953年 - ）は、日本の防災専門家。都市計画家。

## 略歴
1953年、北海道に生まれる。日本大学理工学部建築学科卒業後、株式会社防災都市計画研究所に入社。その後、株式会社水計画研究所、株式会社まちづくり計画研究所等を経て、現在、有限会社森勢まちづくり研究室主宰を務める。主に、国分寺市、藤沢市、豊島区などの防災まちづくりにコンサルタントとして参画している他、水害や土砂災害を防ぐまちづくり、参民参加による自治体防災計画、避難所運営計画などにも従事している。

## 業績

### 著書
- 中村八郎、森勢郁生、岡西靖著『防災コミュニティ』（自治体研究社、2010年)ISBN 4880375519

### 講師歴等
- 2013年-「平成25年度 江別市地域防災セミナー」 講師[2]
- 2013年-内閣府 (防災担当)主催平成25年度防災に関する地域防災リーダー育成事業「地域防災リーダー研修会」講師[3]
- 2015年-「平成26年度千葉県自治研修センター 災害危機管理研修」講師[4]

### 文献資料
- 中村八郎、森生郁生、岡西靖著『防災コミュニティ』（自治体研究社、2010年)著者略歴欄